# Wojna Jom Kipur
Wojna Jom Kipur, wojna Jom Kippur – wojna Izraela z koalicją Egiptu i Syrii w 1973 roku (znana także jako wojna październikowa lub wojna ramadanowa; hebr. ‏מִלְחֶמֶת יום הכיפורים‎, Milchemet Jom ha-Kipurim, arab. ‏حرب تشرين‎, Harb tiszrin – wojna październikowa), trwająca od 6 do 26 października. Wojna rozpoczęła się w dniu żydowskiego święta Jom Kipur od zaskakującego uderzenia połączonych sił Egiptu i Syrii. Próbowały one odzyskać półwysep Synaj i Wzgórza Golan, które pozostawały pod kontrolą Izraela od czasu wojny sześciodniowej w 1967 roku.
Egipcjanie i Syryjczycy posuwali się naprzód przez pierwsze 2–3 dni, później jednak sytuacja przechyliła się na korzyść Izraela. Syryjczycy zostali wyparci z całego terytorium Wzgórz Golan. Na Synaju Izraelczycy uderzyli w przerwę pomiędzy dwiema armiami, które przekroczyły Kanał Sueski (dawną linię przerwania ognia). W wyniku tego egipska Trzecia Armia została odcięta. Manewr ten zmusił Egipt do przyjęcia warunków zawieszenia broni.

## Wprowadzenie
Po klęsce w wojnie sześciodniowej 1967 roku Egipt i Syria dążyły do rewanżu i odzyskania straconych terytoriów. Wojna na wyczerpanie (lata 1968–1970) nie przyniosła żadnych rozstrzygnięć. Egipski prezydent Gamal Abdel Naser zmarł we wrześniu 1970, a jego następcą został Anwar as-Sadat. Rozpoczął on wspólnie z Syrią, przy pomocy strony radzieckiej, planowanie wojny przeciwko Izraelowi.

### Powiązania Arabów z ZSRR
27 maja 1971 egipski prezydent Anwar as-Sadat zawarł kolejne porozumienie pomiędzy Egiptem a Związkiem Radzieckim. Egipt potwierdził, iż będzie nadal dążył do socjalizmu, w zamian Związek Radziecki zaoferował wszechstronną pomoc gospodarczą i wojskową, w tym dostawy najnowszego sprzętu wojskowego oraz szkolenie oficerów. Sadat kontynuował drogę strategicznego sojuszu z ZSRR, prowadzoną przez Nasera od 1955 roku, choć faktycznie Egipt nigdy nie miał zamiaru stać się kolejnym krajem satelickim.
W 1972, po zamieszkach i pod wpływem części korpusu oficerskiego Sadat nakazał radzieckim doradcom wyjazd z Egiptu, jednak w lutym 1973 zawarł z ZSRR kolejne porozumienie w sprawie dostaw uzbrojenia dla egipskiego wojska.

### Bojkot Izraela
W 1972 członkowie Ligi Arabskiej zebrali się w Damaszku i podjęli decyzję o wprowadzeniu ciągłego bojkotu gospodarczego Izraela. Sformułowano wówczas po raz pierwszy oficjalną wersję zasad bojkotu, który obejmował także wszystkie te państwa oraz przedsiębiorstwa, które utrzymywały współpracę z Izraelem. Celem bojkotu miało być osłabienie gospodarcze Izraela.

## Początek konfliktu
Pod koniec 1972 egipski prezydent Sadat publicznie oświadczył, że Egipt jest zobowiązany do wszczęcia wojny z Izraelem i jest gotów „poświęcić milion egipskich żołnierzy” do odzyskania ziemi. Równocześnie egipska armia rozpoczęła koncentrację wojsk w rejonie Kanału Sueskiego. Ochronę przeciwlotniczą zapewniały radzieckie baterie rakiet przeciwlotniczych SA-2 i SA-6. Egipskie siły powietrzne zostały wzmocnione radzieckimi pilotami myśliwców MiG-21. Wojska pancerne dysponowały nowymi radzieckimi czołgami T-62 z systemami aktywnych noktowizorów oraz starszymi T-55. Oddziały piechoty uzbrojone były w nowoczesne radzieckie rakiety przeciwpancerne 9M14 Malutka.
W marcu 1973 Egipt i Syria zawarły porozumienie o podjęciu wspólnej akcji militarnej przeciwko Izraelowi. Równocześnie Związek Radziecki rozpoczął dostawę taktycznych pocisków balistycznych ziemia-ziemia R-17E Scud-B dla Egiptu i Syrii.
W sierpniu tego samego roku prezydent Egiptu uzyskał poparcie Arabii Saudyjskiej dla planów wojny z Izraelem, zaś we wrześniu – uzgodnił kwestie współpracy wojskowej z Jordanią.
W maju i sierpniu 1973 pod pretekstem dużych ćwiczeń wojskowych Egipcjanie zgromadzili duże ilości wojska nad Kanałem Sueskim.

### Zgromadzone siły

#### Arabowie
Plany egipskie (operacja „Badr”) zakładały sforsowanie Kanału Sueskiego i odrzucenie sił izraelskich do przełęczy w górach w głębi półwyspu Synaj. Dalsze działania ofensywne miały być kontynuowane w sprzyjającej sytuacji. Syryjczycy planowali przełamać izraelską obronę na Wzgórzach Golan, odzyskać tereny utracone w 1967 i zorganizować na nich obronę.
Skoordynowany atak państw arabskich został zaplanowany na 6 października 1973. Tego dnia przypadało największe żydowskie święto – Jom Kipur. Zakładano, że większość żołnierzy będzie wówczas na przepustkach w domach i gotowość bojowa armii będzie obniżona. Dla swoich planów Egipt zdołał uzyskać obietnicę wsparcia wojskowego ze strony Jordanii, Maroka, Tunezji i Arabii Saudyjskiej. Jednak pomoc obiecana przez te państwa miała przede wszystkim znaczenie propagandowe, a nie militarne. Bardziej znaczący kontyngent wysłał jedynie Irak.

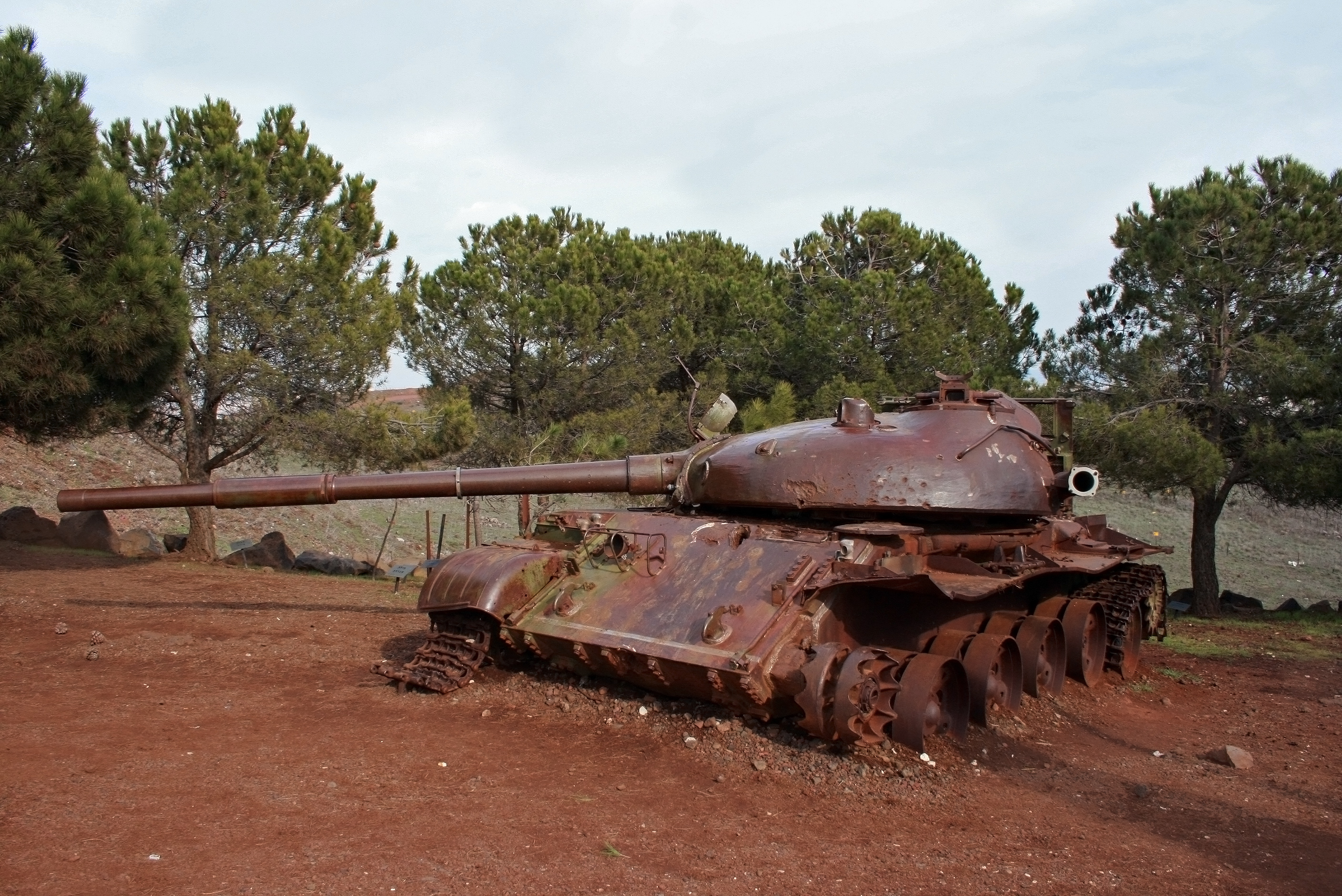
Zniszczony syryjski czołg T-62 na Wzgórzach Golan

Arabowie zgromadzili przeciwko Izraelowi następujące siły:
- Egipt: 830 000 żołnierzy (w wojnie użyto 300 000), którzy dysponowali 2200 czołgami (850 czołgów T-54 i T-55, 750 czołgów T-62, pozostałe T-34 i PT-76) 2400 transporterami opancerzonymi (BTR-152, BRDM-2, BTR-60, TOPAS i inne), 1120 działami, 690 samolotami bojowymi (100 myśliwców MiG-21MF, 60 MiG-21PFS, 60 myśliwców MiG-19, 200 myśliwców MiG-17F, 130 szturmowo-bombowych Su-7B, 18 bombowców strategicznych Tu-16, 30 bombowców Ił-28 i inne), 161 śmigłowcami (w tym Mi-6 i Mi-8) i 104 okrętami (w tym 5 niszczycieli, 6 fregat, 12 okrętów podwodnych, 20 kutrów rakietowych i inne). Dowódcą naczelnym był Sad asz-Szazili.
- Syria: 332 000 żołnierzy (w wojnie użyto 60 000), którzy dysponowali 1350 czołgami (T-54, T-55, T-62 i PT-76), 1300 transporterami opancerzonymi (BTR-152, BRDM-2, BTR-60 i inne), 655 działami, 321 samolotami (110 myśliwców MiG-21, 120 myśliwców MiG-17, 45 szturmowo-bombowych Su-7B), 36 śmigłowcami i 21 okrętami (w tym 6 kutrów rakietowych).
- Irak: 20 000 żołnierzy, którzy dysponowali 310 czołgami, 300 transporterami opancerzonymi, 54 działami i 73 samolotami.
- Inni: Jordania skierowała na wojnę dwie brygady piechoty, Maroko jedną brygadę zmechanizowaną i dwie brygady piechoty, Libia dwie eskadry Mirage’ów 5 i brygadę pancerną, Arabia Saudyjska pułk piechoty, Kuwejt batalion piechoty, kontyngenty o nieokreślonej liczebności z Kuby, Tunezji, Sudanu, OWP oraz kilkunastu pilotów z Pakistanu i Korei Północnej.

#### Izrael
Obrona izraelska na brzegu Kanału Sueskiego opierała się na linii umocnień, wzniesionej w latach 1968–1973 (Linia Bar-Lewa). Składała się ona z dwóch rubieży obrony. Na rubieżach tych znajdowały się punkty obrony i stanowiska ogniowe. Linia obsadzona była przez piechotę oraz pewną liczbę czołgów. Punkty oporu otoczone były polami minowymi i zaporami drutowymi. W odwodzie znajdowała się artyleria. Nad samym Kanałem usypany był wał ziemny. Na niektórych odcinkach rozmieszczono instalacje do rozlewania po powierzchni wody płonącej ropy naftowej.
Na Wzgórzach Golan, wzdłuż tzw. „Purpurowej Linii”, Izraelczycy zbudowali system obronny, składający się z punktów oporu, pól minowych i innych obiektów. Wykopano też rów przeciwczołgowy o szerokości 6 m i głębokości 4 m. Na górze Hermon znajdowała się stacja nasłuchu radioelektronicznego, podlegająca wywiadowi wojskowemu.
W przypadku ataku Izrael planował powstrzymanie natarcia i przejście do kontrataku. W miarę możliwości działania wojenne miały zostać przeniesione na terytorium przeciwnika. Do zrealizowania tych celów dysponowano następującymi siłami:
- Izrael: 415 000 żołnierzy – 1500 czołgów (Centurion Mk.5/Szot, M51 Isherman, M48A3 Mag’ach, M60A1 Mag’ach, AMX-13 oraz 200 zdobycznych czołgów T-54, T-55 i PT-76), 3000 transporterów opancerzonych, 945 dział, 561 samolotów (176 myśliwsko-bombowych F-4E Phantom II, 135 szturmowych A-4H Skyhawk, 50 myśliwców Mirage IIICJ, 50 myśliwsko-bombowych IAI Nesher i inne), 84 śmigłowce i 38 okrętów (w tym 1 niszczyciel, 1 fregata, 3 okręty podwodne i 12 kutrów rakietowych).

## Działania wojenne

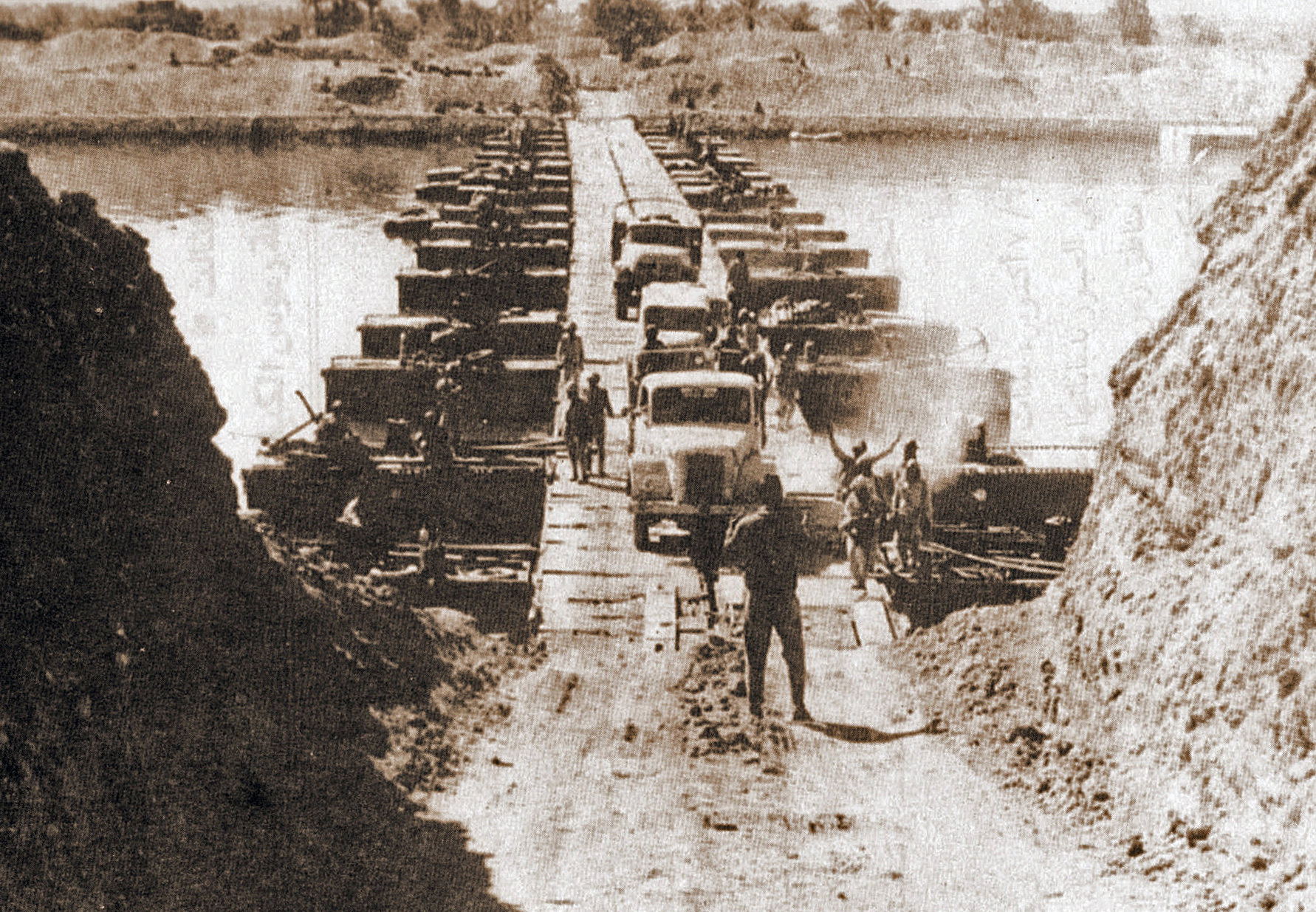
Egipskie wojska przejeżdżają przez Kanał Sueski, 7 października 1973

6 października 1973 o godz. 4:00 rano Sztab Główny Sił Obronnych Izraela otrzymał informację wywiadowczą o możliwości arabskiej ofensywy na półwyspie Synaj. Szef sztabu (generał Dawid Elazar) zwrócił się do rządu o zgodę na przeprowadzenie wyprzedzających uderzeń lotniczych. Zgoda nie została jednak udzielona. Podjęto jednak decyzję o ogłoszeniu alarmowej mobilizacji, która wyprzedziła o 6 godzin arabską napaść. Pomimo to Siły Obronne Izraela zdołały wystawić jedynie 18 brygad gotowych do walki, pozostałe potrzebowały 2–3 dni na osiągnięcie pełnej gotowości bojowej.

### Inwazja na Synaju

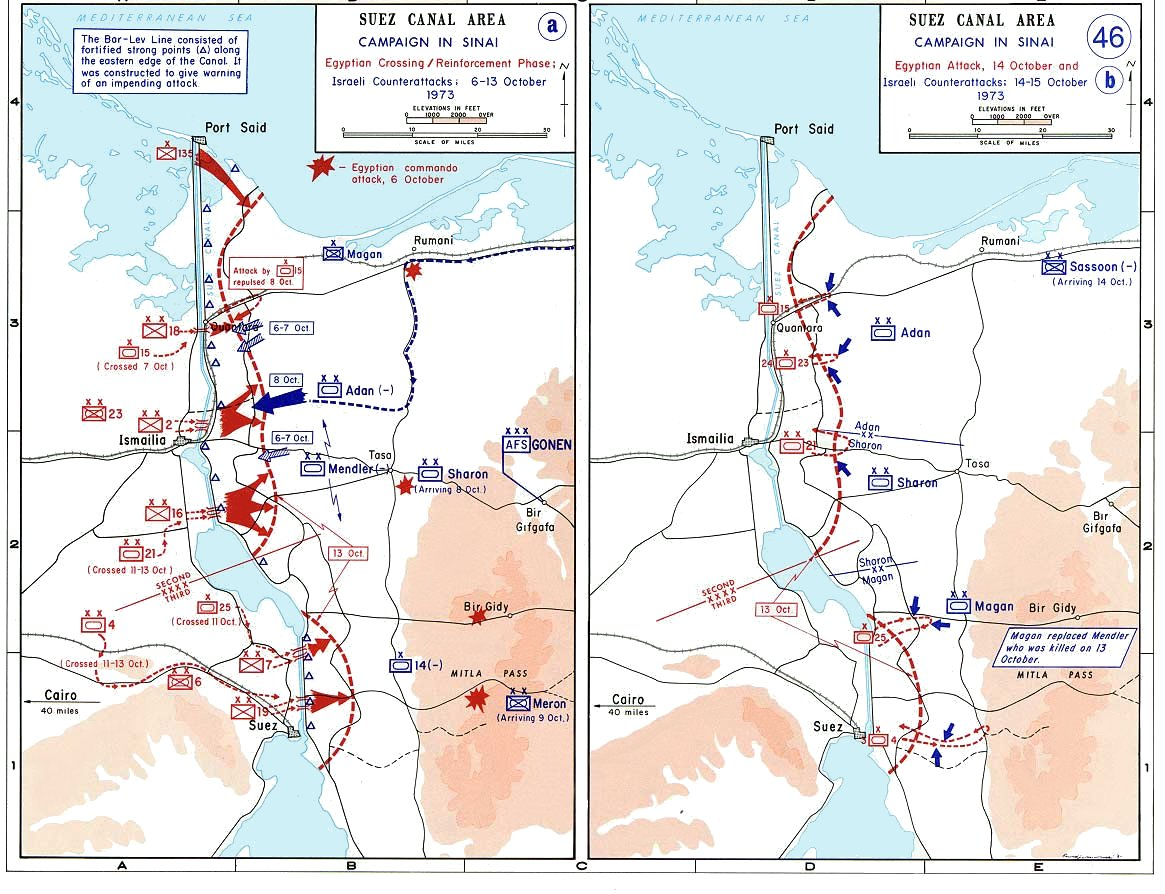
Wojna Jom Kipur
Działania na froncie synajskim 6 października – 15 października 1973

6 października 1973 o godz. 14:00 Egipcjanie rozpoczęli działania wojenne przeciwko Izraelowi. Po zbombardowaniu i ostrzelaniu izraelskich pozycji obronnych, na wschodnim brzegu Kanału Sueskiego zaczęli lądować egipscy komandosi walcząc o przełamanie linii Bar-Lewa. Przygotowane przez Izraelczyków wyloty instalacji do rozlewania po wodzie płonącej ropy zostały zacementowane przez płetwonurków. O godz. 14:20 ogień artylerii został przeniesiony w głąb pozycji izraelskich. Wtedy Egipcjanie rozpoczęli zakrojoną na szeroką skalę operację forsowania Kanału. Napotkali jedynie na słaby opór, ponieważ izraelskie stanowiska ogniowe zostały w większości zniszczone przez wcześniejszy ostrzał.
Egipskie oddziały inżynieryjne, za pomocą specjalnych pomp, rozpoczęły rozmywanie piaskowych wałów. Między brzegami Kanału rozciągnięto liny i rozpoczęto organizację przepraw promowych oraz budowę mostów pontonowych. Izraelczycy zostali całkowicie sparaliżowani i nie byli w stanie przeprowadzić kontrataku. Izraelskie samoloty nie mogły zbliżyć się do strefy Kanału, która była silnie broniona przez egipskie systemy rakiet przeciwlotniczych (zbombardowano jedynie egipską bazę w Al-Mansurze).
O godz. 20:30 Egipcjanie rozpoczęli przeprawianie czołgów. Do końca dnia na półwysep Synaj przeprawiło się około 30 tys. egipskich żołnierzy i 500 czołgów. Straciwszy zaledwie 200 żołnierzy, Egipcjanie zdobyli linię obronną Bar-Lewa, zniszczyli prawie 350 czołgów oraz zabili lub wzięli do niewoli 1200 Izraelczyków. Równocześnie Egipcjanie wysadzili w głębi Synaju kilka desantów. Komandosi opanowali strategiczne przełęcze Mitla i Gidi, na których wiązali walką siły izraelskie, uniemożliwiając im przegrupowanie się oraz przygotowanie kontrataku.
Do końca 7 października 1973 Egipcjanie zajęli pozycje w odległości 15 km na wschód od Kanału Sueskiego. Po osiągnięciu celów taktycznych Egipcjanie wstrzymali działania ofensywne i rozpoczęli budowę pozycji obronnych. Egipskie wojska lądowe starały się pozostać w zasięgu własnych stanowisk obrony przeciwlotniczej rozmieszczonych po wschodniej stronie Synaju. Na półwyspie Synaj rozlokowano 2 i 3 Armię – 2 Armia odpowiadała za tereny na północ od Wielkiego Jeziora Gorzkiego, a 3 Armia za tereny na południe od tego jeziora.
W tym dniu izraelskie siły powietrzne podjęły nieudaną próbę kontruderzenia. Z blisko 490 samolotów użytych na froncie egipskim i syryjskim, izraelskie lotnictwo utraciło dwadzieścia dwa statki powietrzne, co stanowiło dla niego najwyższy jednodniowy poziom strat w całej wojnie.

### Izraelski kontratak na Synaju
8 października 1973 izraelska brygada rezerwowa generała Awrahama Adana przeprowadziła kontratak, usiłując przełamać egipskie pozycje i dotrzeć do Kanału Sueskiego, aby zniszczyć przeprawy, a w ten sposób odciąć Egipcjan na Synaju. Izraelczycy nie dysponowali jednak w pierwszych dniach wojny dostatecznym rozpoznaniem i wysłali swoich żołnierzy do walki bez wystarczającego wsparcia artylerii i lotnictwa. W ciężkich walkach zniszczonych zostało 80 izraelskich czołgów. W nocy bez powodzenia próbowała kontratakować dywizja pancerna generała Ariela Szarona. Po poniesieniu ciężkich strat Izraelczycy wstrzymali działania ofensywne i przeszli do obrony, a Sztab Główny Sił Obronnych Izraela podjął decyzję o skoncentrowaniu sił na froncie północnym, w rejonie Wzgórz Golan. Na Synaju nastąpił okres względnej stabilizacji przerywanej drobnymi starciami i pojedynkami artyleryjskimi.

### Walki na Wzgórzach Golan

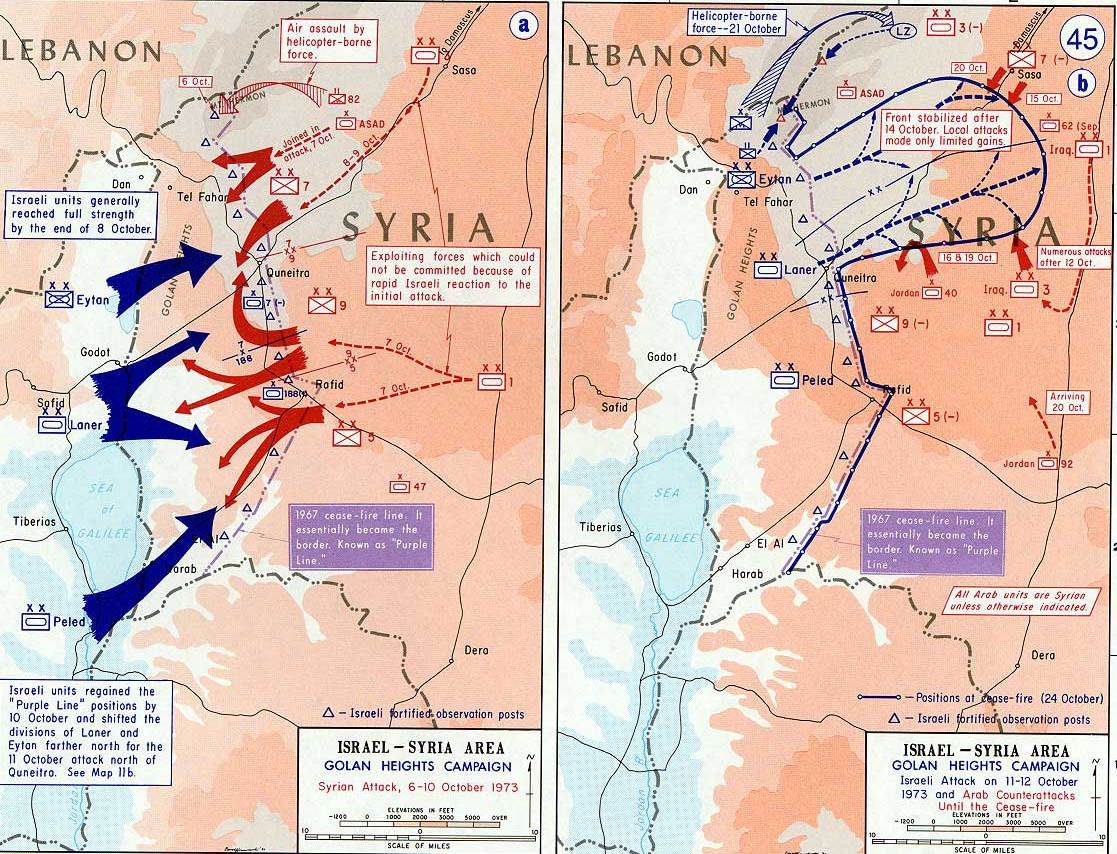
Wojna Jom Kipur
Działania na froncie syryjskim 6 października – 12 października 1973

6 października 1973 o godz. 14:00 Syryjczycy rozpoczęli zmasowany ostrzał artyleryjski pozycji izraelskich na Wzgórzach Golan. Równocześnie syryjscy komandosi desantowali się z helikopterów, zajmując izraelską stację nasłuchową na górze Hermon. W ten sposób Syryjczycy zdobyli tajne kody izraelskiego wywiadu wojskowego Aman.
7 października trzy syryjskie dywizje (około 700 czołgów) rozpoczęły natarcie na Wzgórzach Golan. Przeciwko nacierającym stały zaledwie dwie izraelskie brygady (7. Brygada Pancerna i 188. Brygada Pancerna Barak). Do końca dnia Syryjczycy opanowali prawie całą południową część płaskowyżu, otaczając w centralnej części kilka izraelskich oddziałów. 8 października Syryjczycy zaskoczeni skalą sukcesów, wstrzymali natarcie, obawiając się, że są wciągani w pułapkę. Wstrzymanie ofensywy dało Izraelczykom czas na dokończenie mobilizacji i przegrupowanie oddziałów. Sytuacja Izraelczyków na froncie syryjskim była krytyczna, np. w decydującym momencie obie brygady miały po kilka sprawnych czołgów, na odcinku 188. Brygady zginął jej dowódca i wszyscy dowódcy batalionów. Szef Dowództwa Północnego gen. Yitzhak Hoffi kierował na ten odcinek mobilizowane w pośpiechu kompanie i bataliony, nie czekając na sformowanie z nich brygad. Tworzono również oddziały złożone z lżej rannych, żołnierzy służb tyłowych i administracyjnych. Z czasem Izraelczycy przestali formować kompanie i wysyłali na ten odcinek frontu pojedyncze zmobilizowane plutony.

#### Bitwa pod Latakią

Wojna Jom Kipur
Bitwa pod Latakią 7 października 1973

7 października 1973 we wczesnych godzinach rannych doszło do bitwy morskiej w pobliżu syryjskiego portu Latakia. Pięć izraelskich kutrów rakietowych Saar-4 zatopiło sześć okrętów syryjskich (cztery kutry rakietowe, kuter torpedowy i trałowiec). Była to pierwsza w historii bitwa morska stoczona przy użyciu pocisków rakietowych klasy morze-morze. Izraelskimi okrętami dowodził kmdr M. Barkai.
8 października Sztab Główny Sił Obronnych Izraela uznał front syryjski za najważniejszy odcinek wojny. Syryjska ofensywa stwarzała bezpośrednie zagrożenie dla terytorium Izraela. Nie mogąc jednak powstrzymać syryjskiej ofensywy, Izraelczycy zaminowali mosty na rzece Jordan, których obrona była ostatnim punktem obrony przed Galileą.
9 października o godz. 9:00 syryjska 7 Dywizja Piechoty, operująca w północnym odcinku frontu, rozpoczęła natarcie, którego celem było zadanie rozstrzygającego ciosu. Na tyłach wojsk izraelskich został wysadzony desant powietrzny, który po ciężkich walkach został rozbity. Izraelczycy rzucili do walki wszystkie rezerwy. Równolegle z walkami lądowymi, izraelskie lotnictwo przeprowadziło nalot na Damaszek i ważne miasta portowe w Syrii. Celem były budynki rządowe, elektrownie, ropociągi, porty i obiekty wojskowe. W porcie Tartus zatopiono radziecki statek transportowy.

### Ingerencja ZSRR i USA

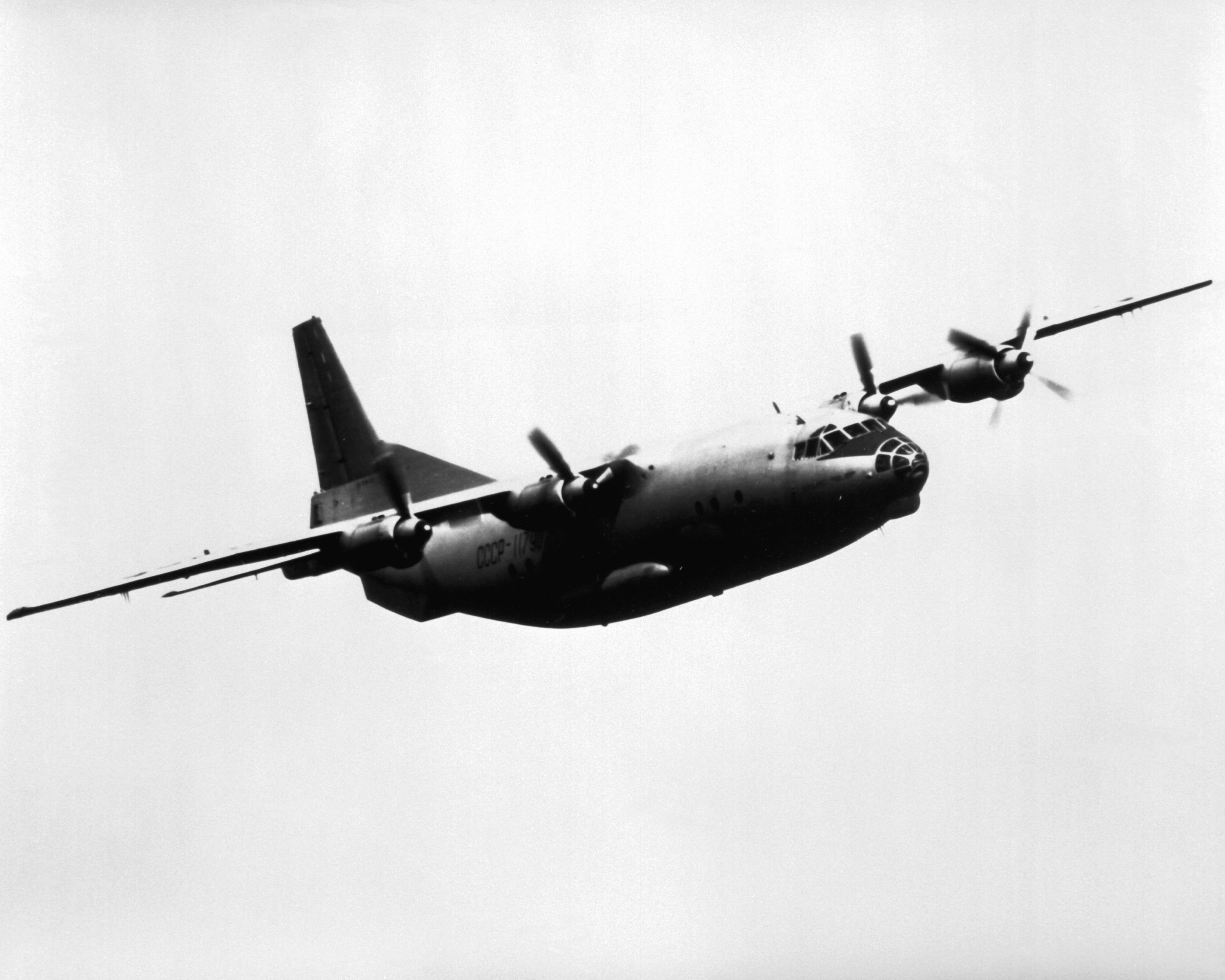
Radziecki samolot transportowy An-12

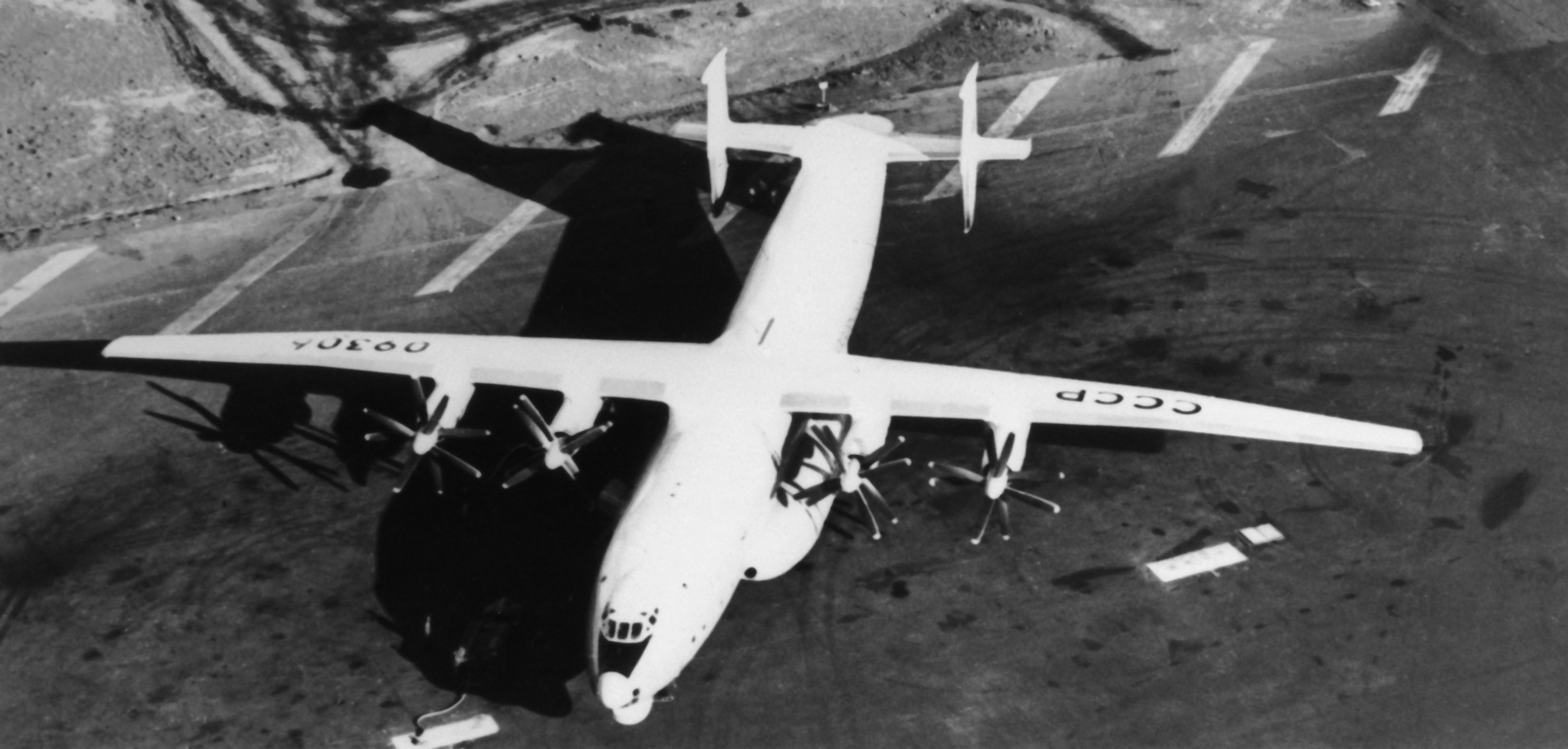
Radziecki samolot transportowy An-22

9 października 1973 Związek Socjalistycznych Republik Radzieckich jednostronnie zaangażował się w konflikt na Bliskim Wschodzie. Radzieckie średnie samoloty transportowe An-12 rozpoczęły regularne loty (30 lotów dziennie) z baz na Węgrzech do Egiptu i Syrii. Każdego dnia na lotniskach w Egipcie i Syrii lądowało 80 samolotów, z których każdy przewoził ponad 20 ton radzieckiego sprzętu wojskowego i amunicji.
W obliczu radzieckiej interwencji prezydent Stanów Zjednoczonych Richard Nixon 9 października podjął decyzję o udzieleniu pomocy wojskowej Izraelowi. Przedstawiciele amerykańskiego i izraelskiego rządu skontaktowali się z handlowymi przewoźnikami lotniczymi, ale żaden nie zgodził się na przewiezienie amerykańskiego sprzętu wojskowego do Izraela w obawie, że arabskie państwa po zakończeniu wojny uniemożliwią im prowadzenie normalnej działalności komercyjnej. Pozostały jedynie izraelskie linie lotnicze El Al, które dysponowały niewielką liczbą samolotów pasażerskich – osiem samolotów pasażerskich Boeing 707 i Boeing 747. Pierwszy samolot El Al ze sprzętem amerykańskim wylądował w Izraelu 10 października. Była to jednak niewielka pomoc, gdyż przewiezione izraelskimi samolotami 5,5 tys. ton sprzętu wojskowego nie mogło rozstrzygnąć o losach wojny.
12 października 1973 Związek Radziecki wysłał osiemnaście strategicznych ciężkich transportowców An-22, które co godzinę lądowały w Egipcie. Każdy z nich przewoził na pokładzie radziecki sprzęt wojskowy z baz na Węgrzech.

### Rozstrzygnięcie na Wzgórzach Golan
10 października wojska izraelskie zdołały odeprzeć Syryjczyków na Wzgórzach Golan, osiągając wieczorem pozycje sprzed wybuchu wojny. Za tzw. „Purpurową linią” znajdowały się syryjskie linie obronne o szerokości 7–15 km. Tego dnia do wojny oficjalnie przystąpił Irak, ogłaszając, że wyśle na front syryjski kontyngent wojsk lądowych w sile 3 i 6 Dywizji Pancernej (w ich ramach oddelegowano do Syrii cztery brygady pancerne, dwie brygady zmechanizowane i dwie brygady piechoty) oraz cztery eskadry sił powietrznych.
11 października o godz. 11:00 Izraelczycy rozpoczęli uderzenie na Wzgórzach Golan. Po zdobyciu silnie bronionych fortyfikacji, izraelskie oddziały zmechanizowane wkroczyły na terytorium Syrii, zajmując 12 października pozycje wyjściowe na szosie prowadzącej do Damaszku. W nocy z 12 na 13 października Izraelczycy podjęli decyzję o przeprowadzeniu uderzenia w głąb terytorium syryjskiego. Od godziny 3:00 do 7:00 trwały starcia z irackimi siłami ekspedycyjnymi, które w związku ze stratami wycofały się w celu przegrupowania. Natarcie zostało jednak wyhamowane 13 października w odległości 40 km od Damaszku ze względu na rosnącą ilość irackich oddziałów pancernych przybyłych do Syrii. Bezpośrednie zagrożenie dla Izraela ze strony Wzgórz Golan zostało jednak zażegnane.
Sztab Główny Sił Obronnych Izraela uznał sytuację na froncie syryjskim za zabezpieczoną i wydał wieczorem 12 października rozkazy przegrupowania jednostek bojowych na półwysep Synaj.
W nocy z 21 na 22 października izraelscy komandosi odbili szczyt góry Hermon. Była to największa izraelska operacja śmigłowcowa w tej wojnie.

### Egipskie natarcie na Synaju
14 października 1973 o godz. 6:30 egipskie oddziały rozpoczęły jednoczesne natarcie w pięciu miejscach na półwyspie Synaj. Do najcięższych walk doszło ponownie na przedpolach pustynnego wąwozu Mitla, gdzie 8 czerwca 1967, podczas wojny sześciodniowej miała miejsce największa bitwa pancerna od czasu niemiecko-radzieckiego starcia pod Kurskiem w 1943 r. W rejonie przełęczy Mitla starło się 500 egipskich czołgów z 430 izraelskimi. Egipcjanie, tak jak poprzednim razem, ponieśli wielką klęskę, wycofali się na pozycje obronne ze stratami w liczbie 260 czołgów. Bitwa powstrzymała egipską ofensywę, dając Izraelczykom możliwość przejścia do kontrnatarcia.

### Amerykańska operacja „Nickel Grass”

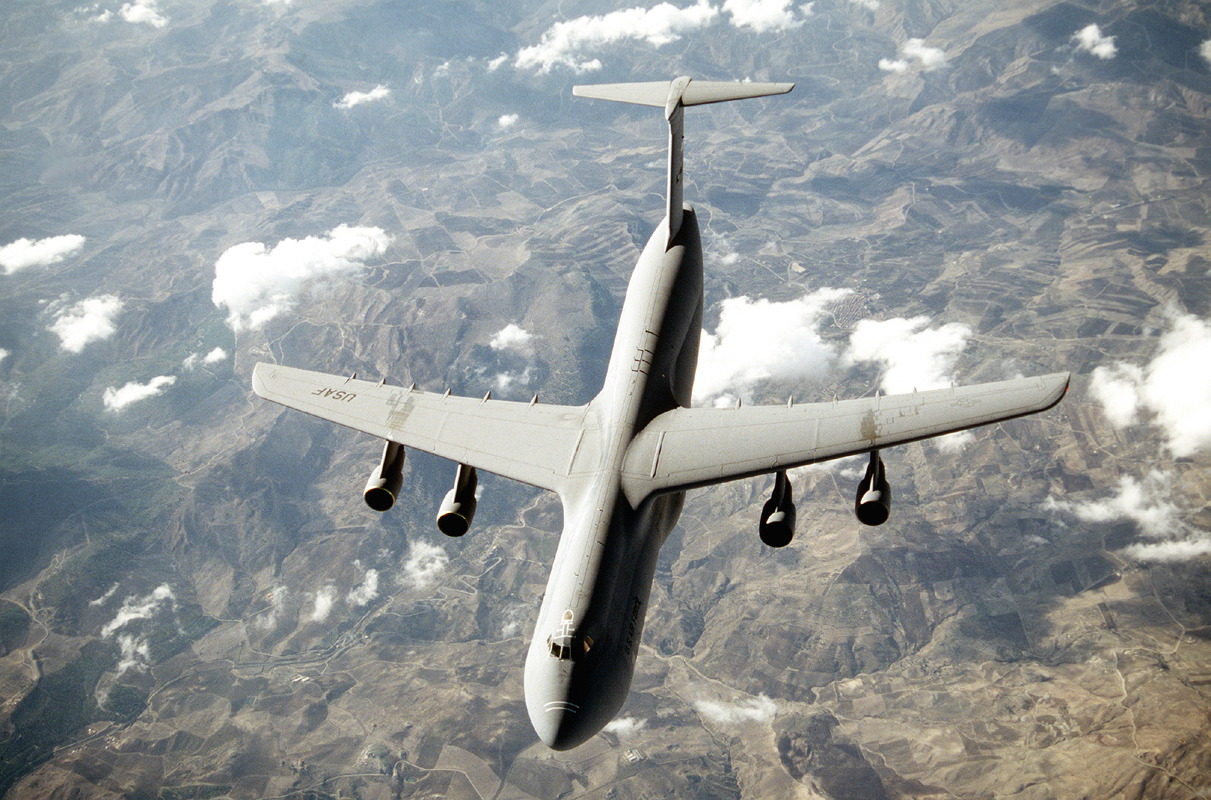
Amerykański samolot transportowy Lockheed C-5 Galaxy

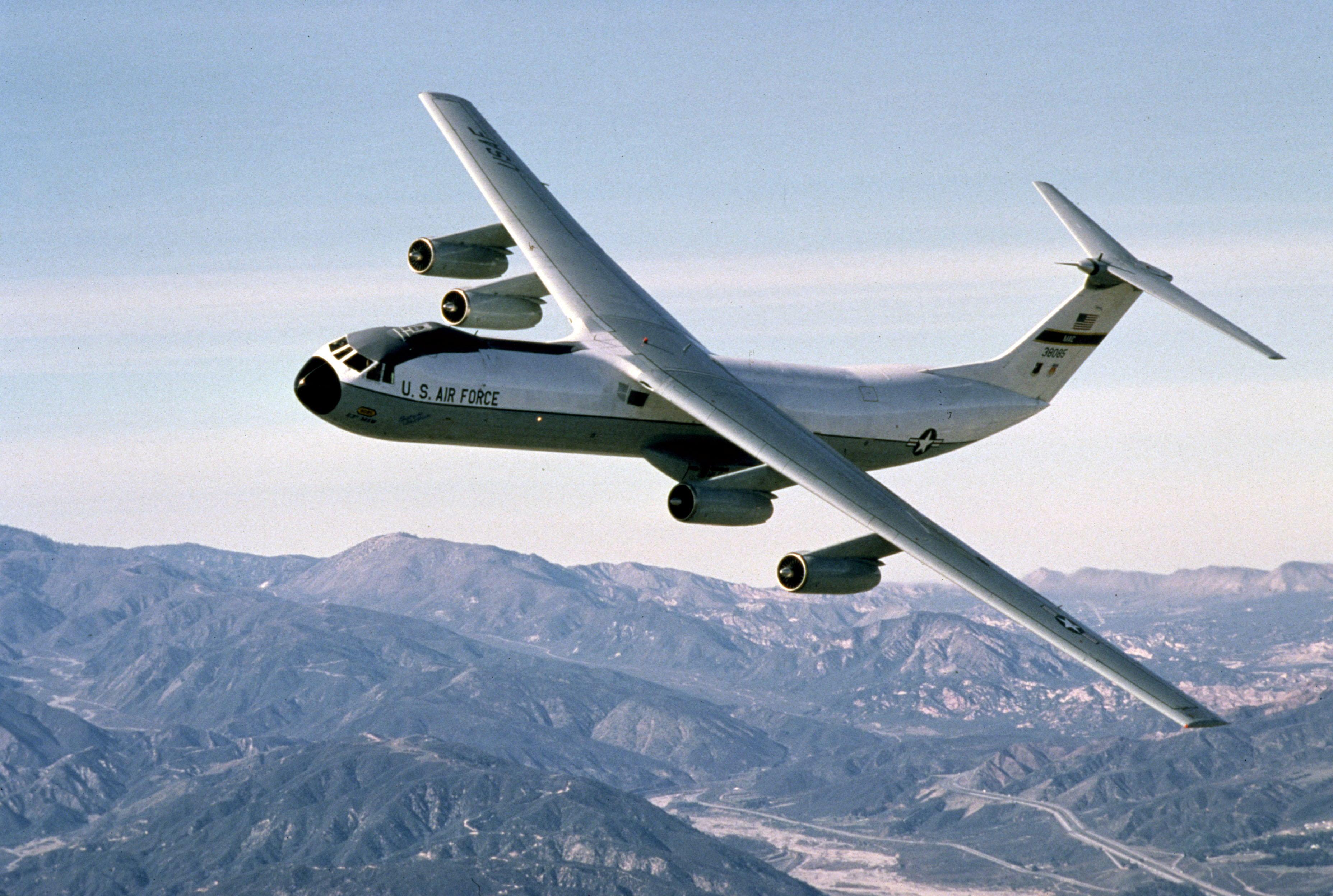
Amerykański samolot transportowy Lockheed C-141 Starlifter

14 października 1973 prezydent Stanów Zjednoczonych Richard Nixon podjął decyzję o skierowaniu amerykańskiego lotnictwa transportowego do przewożenia sprzętu wojskowego do Izraela. W przeciągu dziewięciu godzin od wydania rozkazów, ciężkie strategiczne samoloty transportowe Lockheed C-141 Starlifter i ciężkie transportowe Lockheed C-5 Galaxy leciały już w kierunku Izraela. Amerykańscy sojusznicy w Europie odmówili udostępnienia swoich baz lotniczych do lądowania na tankowanie paliwa w drodze do Izraela. Tylko Portugalia udostępniła swoje lotnisko Lajes na Wyspach Azorach. Lajes stało się kluczowym punktem mostu powietrznego pomiędzy Stanami Zjednoczonymi a Izraelem. Każdego dnia lądowało tutaj ponad 30 ciężkich transportowców, do obsługi technicznej których przerzucono tutaj 1300 amerykańskich żołnierzy. Następnie amerykańskie samoloty transportowe musiały lecieć nad Morzem Śródziemnym, uważając, aby nie naruszyć przestrzeni powietrznej państw arabskich i państw europejskich. Ochronę powietrzną zapewniało lotnictwo pokładowe z lotniskowców VI Floty, a w odległości 150 km od Izraela przejmowały je izraelskie myśliwce.
W okresie od 14 października do 14 listopada 1973 amerykańskie samoloty transportowe wykonały 567 lotów do Izraela, przewożąc 22 325 ton sprzętu wojskowego i amunicji o wartości 825 mln USD. Między innymi przewieziono około 200 czołgów M-60A1 Patton (Magach 6), haubice samobieżne M109AL, pociski BGM-71 TOW, AGM-65 Maverick i AGM-45 Shrike, systemy radarowe, przeciwlotnicze MIM-23 Hawk, MIM-72 Chaparral i M163 VADS, ciągniki polowe, 8 helikopterów CH-53 Sea Stallion i części zapasowe dla samolotów A-4 Skyhawk (na pokładach C-5 dostarczono później 46 A-4E Skyhawk). Dodatkowo Stany Zjednoczone sprzedały w trybie natychmiastowej dostawy 36 myśliwców bombardujących F-4E Phantom II. Zostały one wzięte głównie z 4 skrzydła bazy Seymour Johnson w Karolinie Północnej (14–16 października) i 33 skrzydła bazy Eglin na Florydzie (19 października). Amerykańscy piloci przylecieli na lotnisko Lod, przekazując samoloty izraelskim pilotom. W godzinę maszyny były przemalowywane i udawały się na pole walki. Zdarzało się, iż w walce uczestniczyły myśliwce z amerykańskim kamuflażem USAF i izraelskimi insygniami.

### Operacja „Gazelle”

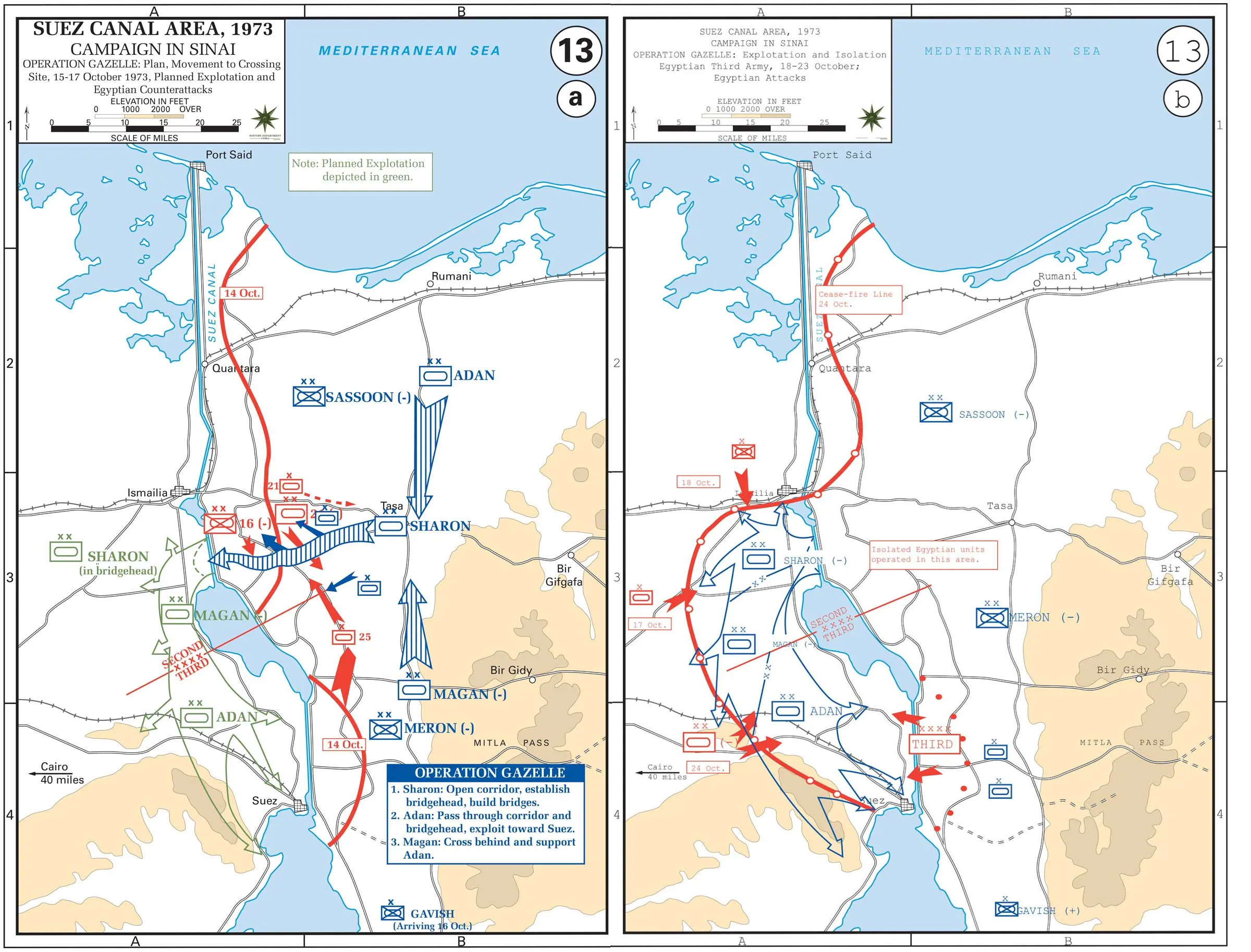
Wojna Jom Kipur
Działania na froncie synajskim 15 października – 23 października 1973

Dowództwo Sił Obronnych Izraela rozpoczęło planowanie zwrotu zaczepnego na półwyspie Synaj. Celem było przebicie się na zachodni brzeg Kanału Sueskiego i odcięcie wojsk egipskich znajdujących się na Synaju. Do przerzutu wojsk przez Kanał miały zostać użyte dwa mosty (pontonowy i tzw. rurowy). 143. Dywizja Pancerna gen. Ariela Szarona otrzymała zadanie sforsowania Kanału, uchwycenia przyczółka na przeciwnym brzegu i zbudowania mostów. Przez utworzony w ten sposób korytarz miała przejść 162. Dywizja Pancerna gen. Awrahama Adana, której zadaniem było uderzenie na tyły armii egipskiej.
Aby osiągnąć sukces, zdecydowano o zmianie taktyki działań na półwyspie Synaj. Do tej pory izraelska armia opierała swoją taktykę na działaniach dużych zgrupowań pancernych z silnym wsparciem lotniczym. Jednak podczas tej wojny zgrupowania pancerne były dziesiątkowane, a siły lotnicze nie mogły działać nad polem walki z powodu egipskich baterii rakiet przeciwlotniczych. Nowa strategia zakładała wykorzystanie elitarnych oddziałów piechoty, które miały przeniknąć przez egipskie linie obronne i zniszczyć baterie rakiet SAM oraz stanowiska rakiet przeciwpancernych. Dopiero później miało nastąpić główne natarcie wojsk pancernych i sił powietrznych.
15 października 1973 o godz. 17:00 izraelskie oddziały piechoty zaatakowały w najsłabszym punkcie egipskiej obrony na styku Drugiej i Trzeciej Armii, nacierając w kierunku Wielkiego Jeziora Gorzkiego na Kanale Sueskim. W rejonie Chińskiej Farmy doszło w nocy do walk podczas tej wojny. Izraelscy żołnierze walcząc wręcz utworzyli wyłom w egipskich liniach obronnych i 16 października o godz. 1:35 w nocy dotarli do Kanału. Przed świtem izraelscy komandosi przeprawili się na pontonach na zachodni brzeg Kanału, gdzie utworzyli przyczółek, przygotowując teren do budowy mostu pontonowego. Przez 24 godziny komandosi odpierali kolejne ataki egipskich czołgów.
16 października rano egipskie oddziały Drugiej Armii rozpoczęły natarcie z północy, próbując zamknąć wyłom w liniach obronnych na Synaju. Egipskie natarcie zostało powstrzymane przez 162. Dywizję Pancerną gen. Awrahama Adana, która w ciężkich walkach posuwała się w kierunku Kanału. W nocy z 16 na 17 października izraelscy saperzy wybudowali most pontonowy przez Kanał Sueski. W nocy przez most przeprawiła się 162. Dywizja Pancerna, która umocniła przyczółek na zachodnim brzegu. 17 października izraelscy saperzy wybudowali kolejne dwa mosty pontonowe, przez które przeprawiały się kolejne oddziały. Po wzmocnieniu przyczółka i podciągnięciu rezerw 18 października izraelskie oddziały rozpoczęły natarcie w kierunku Kairu i Suezu. W ten sposób egipska Trzecia Armia została całkowicie odcięta na półwyspie Synaj. Okoliczności zmusiły Egipskie Siły Powietrzne do rozpoczęcia intensywnych działań i wyjścia poza (nieistniejący już) parasol ochronny baterii przeciwlotniczych. Zaowocowało to natychmiast licznymi zestrzeleniami dokonywanymi przez Izraelczyków – tylko tego dnia izraelskim pilotom zaliczono strącenie czternastu samolotów na froncie egipskim (w tym trzy libijskie Mirage’e).
19 października Izraelczycy wybudowali czwarty most pontonowy na Kanale Sueskim. Nacierające oddziały 162. Dywizji Pancernej do 22 października dotarły do przedmieść Suezu i na odległość około 100 km od Kairu. Ten dzień był również pierwszym dniem wojny, w którym – dzięki działaniom ofensywnym wojsk lądowych i lotniczych – Siły Powietrzne Izraela nie utraciły ani jednego samolotu.

### Stosunki amerykańsko-radzieckie
18 października 1973 ambasador Związku Radzieckiego przedstawił prezydentowi Stanów Zjednoczonych Richardowi Nixonowi plan zakończenia wojny izraelsko-arabskiej i pokojowego rozwiązania konfliktu na Bliskim Wschodzie. Jednak Departament Stanu Stanów Zjednoczonych odrzucił tę propozycję, uznając ją za niemożliwą do przyjęcia.
19 października Związek Radziecki zaprosił do Moskwy sekretarza stanu Stanów Zjednoczonych Henry’ego Kissingera, by poszukiwać sposobów rozwiązania konfliktu na Bliskim Wschodzie. Wynikiem rozmów było podpisanie 20 października radziecko-amerykańskiego porozumienia o podjęciu wspólnych działań zmierzających do zakończenia wojny izraelsko-arabskiej.

### Zawieszenie broni
22 października 1973 Rada Bezpieczeństwa ONZ przyjęła rezolucję nr 338 wzywającą strony konfliktu izraelsko-arabskiego do zakończenia działań wojennych i wprowadzenia zawieszenia broni w ciągu 12 godzin. Wojska wszystkich stron powinny pozostać na pozycjach obecnie zajmowanych. Negocjacje pokojowe powinny się rozpocząć natychmiast i doprowadzić do ustanowienia sprawiedliwego i trwałego pokoju na Bliskim Wschodzie.
22 października o godz. 18:52 ogłoszono zawieszenie broni na froncie izraelsko-egipskim. Wieczorem 23 października Syria zgodziła się ogłosić zawieszenie broni.

#### Łamanie warunków rozejmu
W nocy z 22 na 23 października 1973 Egipcjanie w kilkunastu miejscach na zachodnim brzegu Kanału Sueskiego złamali warunki zawieszenia broni, atakując izraelskie pozycje i niszcząc 9 izraelskich czołgów. W odwecie Izraelczycy przesunęli swoje oddziały, otaczając Suez. W ten sposób całkowicie zamknięto okrążenie egipskiej Trzeciej Armii na Synaju.

#### Reakcja ZSRR
Rankiem 23 października radzieckie samoloty przeprowadziły zwiad nad Kanałem Sueskim i poinformowały o przemieszczeniu się wojsk izraelskich. Związek Radziecki oskarżył Izrael o złamanie warunków zawieszenia broni. Pod radzieckim naciskiem Stany Zjednoczone wymogły na Izraelu powstrzymanie dalszych działań wojennych przeciwko okrążonej egipskiej Trzeciej Armii.
W nocy z 23 na 24 października przywódca Związku Radzieckiego Leonid Breżniew zagroził Nixonowi, że jeśli Izrael będzie kontynuować działania wojenne w Egipcie, wówczas wojska radzieckie rozpoczną „jednostronną” interwencję zbrojną na Bliskim Wschodzie. Równocześnie Związek Radziecki postawił w stan gotowości bojowej siedem dywizji powietrznodesantowych, przygotowując się do desantu w rejonie Wzgórz Golan. Stanowisko dowodzenia korpusem ekspedycyjnym założono na południu ZSRR. Niektóre źródła informują, że jedna z tych dywizji została przerzucona do Jugosławii. Dowództwo radzieckiej armii rozważało również ogłoszenie mobilizacji kilku innych jednostek bojowych.

#### Egipska prowokacja
24 października 1973 egipskie oddziały zaatakowały izraelskie pozycje na północ od Suezu, usiłując dotrzeć do Kanału Sueskiego i przełamać okrążenie Trzeciej Armii na półwyspie Synaj. Podczas walk w kierunku izraelskich wojsk odpalono dwie rakiety Scud. Równocześnie prezydent Anwar Sadat oskarżył Izraelczyków o nieprzestrzeganie zawieszenia broni i zaapelował do Związku Radzieckiego i Stanów Zjednoczonych, by wymusiły na Izraelu przestrzeganie warunków rozejmu. Sadat zagroził, że w przeciwnym razie poprosi Związek Radziecki o podjęcie „jednostronnych” kroków i interwencję na Bliskim Wschodzie.

#### Alarm nuklearny
24 października 1973 prezydent Stanów Zjednoczonych Richard Nixon postawił amerykańskie siły zbrojne na całym świecie w stan podwyższonej gotowości bojowej Defcon 3. W rejon Morza Śródziemnego skierowano znaczne siły wojskowe. Z bazy na wyspie Guam wysłano 60 bombowców strategicznych, a w Karolinie Północnej do transportowców zaczęła ładować się 82. Dywizja Powietrznodesantowa.
25 października prezydent Anwar as-Sadat pod naciskiem Związku Radzieckiego zgodził się na ogłoszenie zawieszenia broni, kończąc międzynarodowy kryzys. Sporadyczne walki na froncie egipskim trwały jednak aż do początków grudnia 1973 roku.

## Bilans

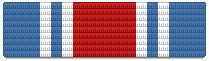
Izraelska baretka za udział w wojnie Jom Kipur

Według izraelskich danych, w wojnie Jom Kipur zginęło 2656 Izraelczyków, 7250 zostało rannych. Dodatkowo 295 Izraelczyków dostało się do niewoli (231 egipskiej, 62 syryjskiej i 2 libańskiej). W walkach stracono ok. 1000 czołgów (prawie 600 było kwalifikowanych do naprawy) i 102 samoloty.
Państwa arabskie przyznały się oficjalnie do 8528 zabitych i 19 540 rannych. Dodatkowo Izrael wziął 8783 jeńców (w tym 8372 Egipcjan). Wszyscy jeńcy zostali wymienieni w połowie 1974 roku. Straty w sprzęcie wojskowym wyniosły 2250 czołgów, 432 samoloty oraz 19 okrętów wojennych.

## Konsekwencje wojenne
Siły Obronne Izraela pomimo końcowego zwycięstwa wyszły z wojny Jom Kipur z przeświadczeniem o wielkiej przegranej. Wojna wywołała szok w społeczeństwie izraelskim – kraj okazał się nieprzygotowany na niespodziewany atak i niezdolny do jego szybkiego odparcia. Opinia publiczna o brak przygotowania obwiniała ministra obrony Moszego Dajana, a także premier Goldę Meir. Gdy Dajan uczestniczył w uroczystym pogrzebie wojskowym ofiar wojny, rodzice zabitych żołnierzy nazwali go mordercą ich synów. Cztery miesiące po zakończeniu wojny rozpoczęły się protesty przeciwko rządowi.
Rząd powołał specjalną komisję do zbadania działań podejmowanych przed wybuchem wojny i w pierwszych dniach jej trwania. Jej szefem został przewodniczący Sądu Najwyższego Szimon Agranat. Od jego nazwiska komisję nazwano Komisją Agranata. Komisja opublikowała swój raport 1 kwietnia 1974. Główną odpowiedzialnością obarczono szefa Sztabu Generalnego Dawida Elazara i zalecono usunięcie go ze stanowiska. Inne zalecenia komisji to: szef Dowództwa Południowego gen. Szemu’el Gonen – usunięcie z czynnej służby; szef wywiadu wojskowego gen. Eli Zeira – usunięcie ze stanowiska. Komisja odstąpiła od oceny premier Goldy Meir i ministra obrony Mosze Dajana, uznając to za kwestię polityczną. 11 kwietnia 1974 pod presją opinii publicznej premier Golda Meir podała się wraz z całym rządem do dymisji. Wcześniej Mosze Dajan dwa razy zamierzał rezygnować ze stanowiska ministra obrony, jednak premier Meir odwodziła go od tego zamiaru.
W państwach arabskich, a w szczególności w Egipcie, wojna została uznana za zwycięstwo. Odbudowana została egipska duma, utracona po klęsce w wojnie sześciodniowej. 6 października – rocznica wybuchu wojny – jest w Egipcie świętem państwowym – Dniem Wojska.

### Embargo naftowe
Dnia 17 października 1973 arabskie państwa OPEC pod przewodnictwem Arabii Saudyjskiej potępiły amerykańską pomoc wojskową udzieloną Izraelowi i ogłosiły zmniejszenie wydobycia ropy naftowej o 5%, grożąc wprowadzeniem embarga. Równocześnie podniesiono cenę o 17% do 3,65 dolara za baryłkę. Gwałtowne podwyżki cen ropy naftowej – nawet do 600% – ugodziły głównie w państwa zachodniej Europy, których 80% zaopatrzenia w ropę pochodziło z Bliskiego Wschodu.
20 października 1973 Arabia Saudyjska ogłosiła embargo na dostawy ropy naftowej do Stanów Zjednoczonych. 23 października państwa OPEC nałożyły embargo naftowe na Holandię i inne państwa Europy Zachodniej. W tym czasie miała także miejsce seria palestyńskich ataków terrorystycznych, których celem było złamanie jedności Zachodu (na przykład w grudniu 1973 r. terroryści palestyńscy ostrzelali terminal lotniczy i obrzucili granatami samolot amerykańskich linii PanAm na lotnisku w Rzymie; zginęły 32 osoby). Dalsze działania krajów członkowskich OPEC w latach 1973–1974 doprowadziły do wzrostu ceny baryłki ropy do 35 dolarów, jednak w 1975 nastąpiła stabilizacja cen na poziomie około 30 dolarów. Doprowadziło to do kryzysu naftowego, który objął wszystkie kraje wysoko uprzemysłowione i uzależnione od ropy naftowej i wszystkie dziedziny gospodarki światowej. Jego bezpośrednią konsekwencją był kryzys światowego systemu walutowego oraz kryzys gospodarczy połączony z recesją oraz inflacją. Jednocześnie recesja spowodowała w krajach Zachodu wzmożone dążenie do handlu z blokiem sowieckim.

### Porozumienia pokojowe
28 października 1973 przy międzynarodowej mediacji odbyły się rozmowy izraelskiego gen. Aharona Jariva z egipskim gen. Muhammadem al-Ghanim al-Dżamasim. Izrael wyraził zgodę na dostarczenie przez Czerwony Krzyż pomocy humanitarnej dla otoczonych na półwyspie Synaj egipskich żołnierzy.
11 listopada 1973 izraelscy i egipscy dowódcy wojskowi podpisali porozumienie na 101 kilometrze szosy Kair – Suez (w Egipcie). Na mocy zawartego porozumienia rozpoczęto wycofywanie wojsk izraelskich z zachodniego brzegu Kanału Sueskiego na półwysep Synaj. 15 listopada dzięki amerykańskiej mediacji nastąpiła wymiana jeńców wojennych.
Do 5 marca 1974 ostatnie oddziały izraelskie wycofały się z zachodniej części Kanału Sueskiego. Izraelczycy zajęli pozycje w odległości 40 km od Kanału, aby umożliwić swobodną żeglugę. Strefa Kanału została przejęta przez Egipcjan. Na Wzgórzach Golan Izraelczycy wycofali się na „Purpurową Linię”. Na obu granicach utworzono strefy buforowe, obsadzone przez międzynarodowe siły UNEF.
Odzyskanie strefy Kanału Sueskiego przez Egipcjan umożliwiło ponowne otwarcie go dla żeglugi. Nastąpiło to 5 czerwca 1975. Kanał był zablokowany od czasu wojny sześciodniowej (1967 r.).

### Proces pokojowy
W wyniku wojny Jom Kipur został zapoczątkowany proces pokojowy na Bliskim Wschodzie. 21 grudnia 1973 rozpoczęła się konferencja pokojowa w Genewie. W obradach uczestniczyli przedstawiciele Izraela, Egiptu, Jordanii, Związku Radzieckiego, Stanów Zjednoczonych i ONZ. Egipt odciął się od arabskiego nacjonalizmu, starając się osiągnąć porozumienie w sprawie odzyskania półwyspu Synaj. Po raz pierwszy w tak ważnej konferencji omawiano problem palestyński. Delegacja Egiptu reprezentowała interesy Organizacji Wyzwolenia Palestyny (OWP), na co nalegały Syria, Jordania i Związek Radziecki. Izrael i Stany Zjednoczone sprzeciwiły się formalnemu uznaniu obecności Organizacji Wyzwolenia Palestyny w konferencji, ponieważ OWP nie uznawała prawa do istnienia państwa Izrael. Z tego powodu Syria nie wysłała swojej delegacji na konferencję, która zakończyła się bez osiągnięcia jakiegokolwiek porozumienia.
19 listopada 1977 prezydent Egiptu Anwar Sadat przybył z oficjalną wizytą do Izraela. Było to wydarzenie bez precedensu – żaden przywódca arabski nigdy nie odwiedził Izraela. Sadat spotkał się z premierem Menachemem Beginem i przemawiał w Knesecie. 17 września 1978 obydwa państwa podpisały przełomowe porozumienie z Camp David. Doprowadziło ono do podpisania 26 marca 1979 traktatu pokojowego izraelsko-egipskiego. Na mocy traktatu Izrael zwrócił Egiptowi półwysep Synaj. Ostatnie oddziały izraelskie wycofały się stamtąd 25 kwietnia 1982.